# Carausius gardineri
Carausius gardineri är en insektsart som beskrevs av Ferriere 1912. Carausius gardineri ingår i släktet Carausius och familjen Phasmatidae. IUCN kategoriserar arten globalt som livskraftig. Inga underarter finns listade.